# 최경식 (축구인)
최경식(1957년 2월 1일 ~ )은 대한민국의 전 축구 선수이자 전 축구 감독으로 현역 시절 주 포지션은 중앙 수비수였다.축구 선수 은퇴후 감독,해설위원,행정가,칼럼니스트 등 축구계에 활발한 활동을 하였으며 광운대학교 스포츠 융합과학과 겸임교수를 지낸 후, 현재는 축구 해설위원으로 활동하고 있다.

## 클럽 경력
최경식은 1973년 숭실고등학교에서 고등학교 1학년이라는 다소 늦은 나이에 처음 축구를 시작한다. 숭실고 축구부 창단멤버중 한명이다
처음 축구를 시작하였을때는 오른쪽 윙 포워드 포지션을 맡았었다가, 그 당시 축구부 감독님의 조언을 받아 중앙수비수로 전향 했다고 한다.
숭실고등학교에서 보여준 좋은 기량으로, 고교 상비군에 뽑히게 되어 건국대학교에 진학하게 된다.
- 1976 ~ 1979년

최경식은 건국대학교 재학 2학년 시절인 1977년, 전국축구선수권대회(지금의 FA컵)에서 결승에 진출하게 되었고 결승에서 당시의 인기팀 포항제철을 만나게 된다.
이 당시 포항제철은 이영무, 신현호, 김호, 홍성호, 박창선, 조병득 등 전 현직 국가대표 선수들이 핵심 선수로 있는 팀이였다. 건국대학교는 최경식과 오석재를 필두로 팀 내의 조직력을 내세워 포항제철을 2대0으로 꺾으며 전국축구선수권대회 우승 타이틀을 얻어냈다.
건국대학교 축구부 창단 14년 만의 첫 우승이였다.
이때 건국대학교에서 보여준 기량으로 인하여
대학 3학년시절인 1978년, 국가대표팀의 부름을 처음으로 받게된다.
건국대학교 축구부의 수비수로서 공수에 좋은 활약을 펼쳤던 최경식은 포항제철 축구단과 새한자동차 축구단에서 영입 제의가 들어오게 되었고, 최경식은 새한자동차 축구단의 제의를 수락하게 된다.
- 1979년 ~ 1982년

최경식은 실업 축구단인 새한자동차 축구단에 입단하여 등번호 14번을 배정받아 성인 축구선수로서의 경력을 시작한다.
1981년에는 지금의 한국 프로축구리그인 K리그출범 이전, 대한민국 축구 1부 리그 역할을 해오던전국실업축구연맹전의 춘계 리그(전기리그)에서 대우 축구단이 4승2무의 성적으로 우승을 하게 되고, 최경식이 보여준 훌륭한 기량으로 인하여 그는 리그 MVP. 최우수선수에 선정된다.
- 1983년

프로축구리그인 K리그가 출범하였고, 최경식은 대우 축구단에서의 경력을 마무리하고 새로 창단한 한국의 2호 프로축구팀 유공 코끼리에 입단했다. 유공 코끼리의 창단 멤버로서 선수 경력을 이어간다. 배정받은 등번호는 4번. 1983년 5월 8일에 이루어진 한국 프로축구리그(수퍼리그)개막전을 포함하여 리그경기, 대통령배 국제축구대회에 출전한다.
- 1984년

시즌 개막전에는 유공 코끼리에서 국민은행 축구단으로 이적했으며 등번호는 6번을 배정받았다. 리그 26경기를 소화하며 국민은행의 주전 선수로 활약했으며 팀의 주장으로 경기에 나서기도 하였다. 이 당시 국민은행 축구단의 동료선수로는, 전 대한민국 U-23 축구 국가대표팀 감독인 김학범이 있다.
- 1985년

시즌을 앞두고 열린 드래프트에서 포항제철 아톰즈로 이적한다. 배정받은 등전호는 3번.
1985년 5월 11일에 열린 유공 코끼리와의 리그 경기에서 공식 경기 기준 K리그 데뷔골이자 유일한 득점을 했다.
또한 이 시즌에는 K리그와 전국축구선수권대회에서 각각 준우승을 기록했다.
- 1986년 ~ 1987년

현 일본 프로축구리그인 J리그의 전신. 일본 사커 리그(일본어: 日本サッカーリーグ, Japan Soccer League)의 마쓰다SC에 등번호 4번을 배정받아 입단했다. 일본축구리그 프로화 이전, 한국 선수로서 일본 축구 1부리그 진출 1호사례가 되었다. 입단 후마쓰다SC의 주전 수비수로 자리매김하여 선수 생활을 이어갔다. 86-87,87-88 총 두시즌 동안 팀에서 지냈다.
여담으로 최경식이 마쓰다SC에 있을 당시 마쓰다SC의 코치는 네덜란드 국적의 한스 오프트 였는데 훗날 일본 축구 국가대표팀의 첫 외국인 감독이자, 1992년 제 10회 AFC아시안컵에서 일본 축구 국가대표팀을 우승으로 이끄는 감독이 된다.
- 1988년

일본에서의 선수 생활을 마치고, 호주 내셔널 사커리그의 세인트 조지에 입단하여 선수 생활의 마지막 시즌을 보낸다. 총 11경기 출전했으며 최경식이 호주에서 선수 생활을 한 1988년 당시 축구경기를 보러온 한국 교민들을 보아 자주 소통했다고 하는데, 먼 타지에서 한국 사람을 만나게 되어 매우 반가웠었다고 한다.
호주에서의 선수생활을 마지막으로, 그는 축구선수로서의 경력을 마무리 짓는다.

## 국가대표 경력
- 1978년

건국대학교 3학년 시절, 대학팀에서 준수한 활약을 펼친 최경식은 1978 자카르타 기념 국제축구대회

에 참가하는 대한민국 축구 대표 충무팀에 소집되어 출전하며, 우승을 거두고 온다.
- 1979년

3월에 열린 제7회 한일정기전에 대학선발팀으로 소집되어 출전한다. 도쿄 원정에서 0:1로 이끌려가던 대표팀을 최경식이 PK골로 1골 만회하여 동점을 만들었고 1:1 무승부로 경기가 종료된다. 최경식은 현역 선수 시절, 소속팀과 국가대표팀에서 PK 전담 키커를 맡았고 성공률도 높았다고 한다.
제 10회 멕시코 하계 유니버시아드 대회에 선발
되어 모로코전에서 중거리 슛으로 득점을 기록하며 3:0으로 승리하여 2승1무로 준결승리그에 진출 하였고 5-6위전에서 알제리를 만나 4대2로 승리하며 5위로 대회를 마무리하게 되었다. 알제리전에서 최경식은 후반 25분 페널티킥을 차 넣어 득점에 성공했다.
제 12회 1979 킹스컵 국제축구대회에 소집되어 충무팀으로 출전.
준결승전인 싱가포르 전에서 그의 활약이 두드러지는데, 선발로 출전한 최경식은 전반 0-1로 뒤쳐진 한국대표팀에 활력을 불어넣게 된다. 후반 2분 그는 중앙 수비수의 포지션임에도 불구하고 공격에 가담하여, 왼발 슈팅으로 동점골을 성공시킨다. 이것에 그치지 않고 후반 36분 최경식이 올린 크로스를 이태호가 받아 결승골을 넣으며 역전승을 거둔다. 최경식은 이 경기에서 동점골을 직접 넣고 결승골을 어시스트하게 되며 경기를 2-1 승리로 이끌었다. 결승전에서 태국 축구 국가대표팀에 1:0 스코어로 아쉽게 패하게 되어 준우승이라는 결과를 얻게된다.
- 1980년

1980 대통령배 국제축구대회 일명 ‘박스컵’에도 대한민국 축구 국가대표 충무팀으로 소집되어 출전한다.
이 대회는 3위로 마무리하게된다.
- 1981년

제 12회 1981 자카르타 국제 축구대회와 제 25회 말레이시아 메르데카 국제축구대회에 참가하는 대한민국 축구 국가대표 화랑팀으로 소집된다.
제 12회 1981 자카르타 국제 축구대회 결승에 오른 한국팀은 불가리아를 상대로 전반 14분 변병주가 선제골을 넣었으나 후반에 동점골을 허용하며 1-1 접전끝에 정규시간이 종료된 후 연장전으로 돌입했고, 최경식이 투입되었다. 연장 후반 17분 최경식이 공격에 가담하여 때린 슈팅으로 추가골을 넣어 한국팀의 2-1 승리로 굳혀지는듯 싶었으나 경기 종료까지 불과 몇십초를 남기고 PK를 내주며 동점골을 허용하게 되었다. 2-2로 경기가 종료되며 승부를 내지못한 양팀은 공동우승을 하게 된다.
- 1982년

네루컵 국제축구대회에 대한민국 축구 국가대표팀으로 소집된다.
3월 21일 서울 동대문운동장에서 있었던 제 10회 한일정기전에서 대한민국 축구 국가대표팀의 강신우가 전반 4분에 넣은 첫 골에 기점이되는 롱패스를 시도하여 성공시켜 이태호의 어시스트를 받은 강신우가 선제골을 성공하게 된다. 이날 대한민국 대표팀은 3:0으로 승리를 거두었다.
4월 11일 광주 무등경기장에서 있었던 서독의 클럽팀 포르투나 뒤셀도르프와의 친선경기 3차전에서 페널티 킥을 성공시키며 2대1 승리의 선제골을 넣었다. 국가간의 A매치 경기는 아니기에 국가대표팀 공식 득점기록에는 적용되지 않는다.
1982 대통령배 국제축구대회에 국가대표팀으로 소집되어 출전. 브라질 클럽팀인 오페라리우 와의 결승에서 연장 후반까지 경기가 진행되었으나 득점없이 비겨, 공동우승으로 결정되었다.
1982년 뉴델리 아시안 게임에 출전하는 한국 축구 국가대표팀으로에 소집되어, 조별리그 3경기에 모두 출전하지만 한국 대표팀은 아쉽게 조별리그에서 탈락했다.
그는 당시 2원화 체제로 이루어진 충무,화랑팀에서 5년간 대표팀에 있었던 기간동안 항상 주전 중앙수비수로 활약했고. 충무팀에서는 주장으로 경기에 나서기도 할만큼 리더쉽도 있었다. 그의 말에 따르면 화랑팀에 있었을 시절 박성화와 함께 주전 중앙 수비수로서 좋은 호흡을 보였다고 한다.

## 지도자 경력
1988년 축구선수 은퇴후, 자신의 모교인 숭실고등학교에서 첫 지도자 경력을 시작한다.
1989년 서울시교육감배고교축구대회 우승
1990년 KBS배 추계 전국 고교축구대회 우승을 이끌었다.
1992년 그는 U-16 대한민국 축구 국가대표팀의 코치로 부임을 했었으며
1996년에는 U-16 대한민국 축구 국가대표팀의 감독으로 부임하게 된다.
1996년 싱가폴에서 개최되었던
싱가폴 라이온 시티컵 국제 주니어(U-16) 축구대회 우승을 했고
1997년 브라질에서 개최되었던
제1회 COPA 국제 청소년 축구대회 우승을 차지한다.

## 행정가 경력
2005년 12월. 당시 대한축구협회 이영무 기술위원장을 중심으로 김주성, 이상엽, 신현호와 함께 대한축구협회 기술위원으로 선임되었다.
이후로 대한축구협회에서 징벌위원으로 활동하기도 했다.

## 경력 목록

### 클럽 경력
- 1979년 ~ 1982년  대우 축구단
- 1983년 ~ 1983년  유공 코끼리
- 1984년 ~ 1984년  국민은행 축구단
- 1985년 ~ 1985년  포항 제철 아톰즈
- 1986년 ~ 1987년  마쓰다 SC
- 1988년 ~ 1988년  세인트 조지

### 국가대표팀 경력
- 1979년 하계 유니버시아드 대표
- 1982년 대통령배 국제축구대회 대표
- 1982년 뉴델리 아시안 게임 대표

### 지도자 경력
- 1992년 ~ 1992년  대한민국 U-17 코치
- 1996년 ~ 1998년  대한민국 U-17 감독

### 행정가 경력
- 2005년 ~ 2008년 대한축구협회 기술위원
- 대한축구협회 유소년 분과 위원
- 대한축구협회 징벌위원
- KBS 스포츠 칼럼니스트
- KBS 스포츠 축구 논설위원
- 현 뇌성마비장애인축구연맹 부회장

### 해설가 경력
- KBS 축구 해설위원

- KBSN 축구 해설위원

- 제주 MBC 축구 해설위원

- 티브로드 축구 해설위원

- SPOTV 축구 해설위원

- 2025년 ~ : KBSN 스포츠 축구 해설위원

## 수상 내역

### 클럽
건국대학교
- 전국축구선수권대회 ● 우승 : 1977

 대우 축구단
- 전국실업축구연맹전 춘계리그(전기리그) ● 우승 : 1981
- 대통령배 전국축구대회 ● 준우승 : 1981

 포항 제철 아톰즈
- K리그 ● 준우승 : 1985
- 전국축구선수권대회 ● 준우승 : 1985

### 국가대표팀
대한민국 축구 국가대표팀
- 대통령배 국제 축구대회 ● 우승 : 1982

### 개인
- 전국실업축구연맹전 춘계리그 최우수선수상 : 1981

- KBS 올해의 해설자 상 : 2003

### 감독
대한민국 U-17 축구 국가대표팀
- 싱가폴 라이온 시티컵 국제 주니어(U-16) 축구대회

● 우승 : 1996
 대한민국 U-17 축구 국가대표팀
- 제1회 코파 브라질 국제 청소년축구대회

● 우승 : 1997